# دي بوا
وليام إدوارد بورغاردت دي بوا (بالإنجليزية: William Edward Burghardt Du Bois) (23 شباط 1868 - 27 آب 1963) هو عالم اجتماع وناشط سياسي أميركي من أصول افريقية، من أهم دعاة الحقوق المدنية والمهتمين بشؤون السود في مطلع القرن العشرين. وُلد في غريت بارينغتون في ولاية ماساتشوستس. أتيحت له نشأة في مجتمع متسامح نسبياٌ ومتكامل. تخرّج من جامعة هارفارد وكان أول أميركي إفريقي يحصل على الدكتوراه. أصبح أستاذ التاريخ وعلم الاجتماع والاقتصاد في جامعة أتلانتا، وهو أحد مؤسسي الرابطة الوطنية لتحسين أوضاع المواطنين الملونين (NAACP) منذ عام 1909.
برز دي بوا في الساحة الوطنية كزعيم لحركة النيغرو (أي الزنوج)، وهي عبارة عن مجموعة من النشطان الأميركان الأفارقة الذين طالبوا بحق المساواة للسود. عارض دي بوا وأنصاره تسوية أتلانتا (وهي اتفاقية وُضعت من قبل بوكرت ت. واشنطن تنصّ علي أن يعمل ويخضع الجنوبيون السود إلي حكم البيض، بينما يضمن لهم البيض التعليم الأساسي والفرص الاقتصادية. عوضاً عن ذلك أصرّ دي بوا علي الحقوق المدنية كاملة وعلى زيادة التمثيل السياسي، واعتقد أن ذلك سيتحقق عن طريق نخبة من المفكرين الأميركيين الأفارقة، وقد أشار لهذه النخبة باسم «العُشر الموهوب» واعتقد أن الأميركيين الأفارقة بحاجة لفرص تعليم متقدم لكي يطوروا قياداتهم.
العنصرية كانت الهدف الأساسى في مجادلات دي بوا، وقد عارض بشدة الإعدام بدون محاكمة، وقوانين جيم كرو والتمييز في الدراسة والتوظيف. شملت قضيته الأشخاص الملونين في كل مكان، وبخاصة الأفارقة والآسيويين ومقاومتهم ضد الاستعمار والإمبريالية. كان دي بوا يؤيد لـالوحدة الإفريقية (pan-Afticanism) وساعد في تأسيس عدة هيئات تشريعية مؤيدة للوحدة لتحرير المستعمرات الأفريقية من القوي الأوربية.
جال دي بوا في رحلات متعددة الي أوروبا وإفريقيا وآسيا. بعد الحرب العالمية الأولى قام ببحث عن خبرات الجنود الأميركيين السود في فرنسا، وقام بتوثيق التعصب الأعمى المنتشر في جيش الولايات المتحدة.
كان دي بوا مؤلفاً غزيراً، وقد كان كتابه التجميعي لمقالاته أرواح الشعب الأسود عملاً أساسياً في الأدب الإفريقي-الأميركي؛ وفي أعظم إبداع له عام 1935 إعادة الإعمار والسود في أميركا تحدى المعتقد التقليدي السائد علي أن السود هم المسؤولون عن فشل عصر إعادة الإعمار (ما بعد الحرب الأهلية الأميركية). كذلك كتب دو بويس أول دراسة سوسيولوجية علمية، وقد نشر ثلاث سير ذاتية في كل منها مقالات بصيرة في علم الاجتماع والتاريخ والسياسة. وكمحرر لجريدة الأزمة (ذا كرايسس) التابعة للرابطة (NAACP) قام بنشر العديد من القطع المؤثرة. آمن دي بوا بأن الرأسمالية كانت سبب العنصرية الأساسي، وقد كان متعاطفاً مع قضايا الاشتراكية طوال حياته، وناشط سلام متحمساً ومؤيداً لنزع السلاح النووي. وقد جسد «قانون الحقوق المدنية» التابع للولايات المتحدة العديد من الإصلاحات التي كان يدعمها دي بوا طوال حياته، وقد شُرعت بعد عام من وفاته.

## بدايه حياته

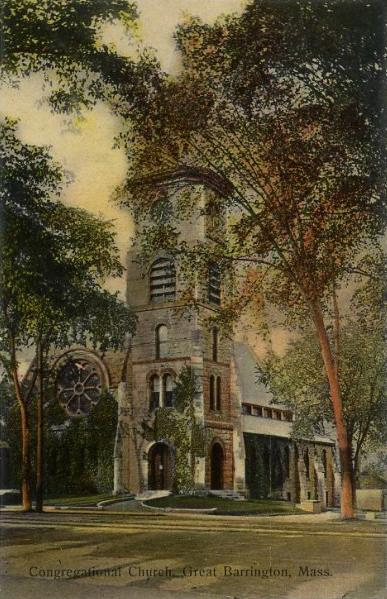
كنيسة كنغريغاشنل في غريت بارينغتون، التي عاش بها دي بوا طفولته... جمع أعضاء الكنيسة التبرعات لدفع رسوم تعليم دي بوا في الجامعة.

ولد وليام إدوارد بورغاردت دي بوا في 23 شباط 1868 في غريت بارينغتون في ولاية ماساتشوستس الأميركية، من ألفريد وماري سيلفنيا (ابنة بورغاردت) دي بوا. تُعَد عائلة ماري سيلفينيا بورغاردت جزءاً صغيراً جداً من السكان السود الأحرار في منطقة غريت بارينغتون، وقد تملكوا أراضي في الولاية لمدة طويلة؛ وهي تنحدر من أسلاف هولندية وإفريقية وإنكليزية. ينتمي وليام دي بوا من جهه الأم إلي الجد الأكبر توم بورغاردت، وهو عبد (ولد في غرب أفريقيا حوالي 1730) احتجزه المستعمر الهولندي كوبراد بورغاردت. خدم توم لفترة وجيزة في الجيش الأوروبي خلال حرب الاستقلال الأمريكية، وقد يكون حصل على حريته خلالها. جاك بورغاردت نجل توم هو والد أوثيللو بورغاردت، والد ماري سيلفينا بورغاردت.
كان الجد الأكبر لدي بوا من جهه الأب من أصول فرنسية، يدعى جامس دي بوا، من بوكيبسي في ولاية نيويورك. أنجب العديد من الأطفال الذين عانوا من عبودية عشيقاته. ألكسندر كان واحداً من أبناء جيمس دي بوا، من سلالة مختلطة. سافر إلي هايتي وأنجب ابناً يدعي ألفريد من عشيقة له هناك. أنتقل ألفريد إلى الولايات المتحدة في وقت ما قبل 1867 في هاوستونيك بولاية ماساتشوستس، ثم هجر ألفريد ماري في 1870، أي بعد عامين من ولادة ويليام. عملت والدة ويليام لتدعم أسرتها (تلقت بعض المساعدات من إخوتها وجيرانها) إلى أن أصيبت بالسكتة الدماغية في أوائل الثمانينات من القرن التاسع عشر وتوفيت عام 1885.
تعامل المجتمع الأساس الأوربي الأميركي في بارينغتون مع دي بوا معاملة حسنة عموماً. فقد درس بالمدارس المحلية العامة، ولعب مع زملائه البيض. ومع ذلك فقد تعرض لعنصرية في ذلك الوقت ستكون واحدة من الموضوعات التي سيكتب عنها لاحقاَ في رشده. شجّع المعلمون نشاطه الفكري وقادته تجربته المثمرة في الدراسات الأكاديمية إلي إيمانه بإمكانية استخدام علمه في دعم وتمكين الأفارقة الأميركيين. عندما قرر دي بوا الالتحاق بالجامعة تبرعت كنيسة كنغريجاشنل، التي عاش بها طفولته في غريت بارينغتون، بالأموال اللازمة لدعم تعليمه.

### التعليم الجامعي

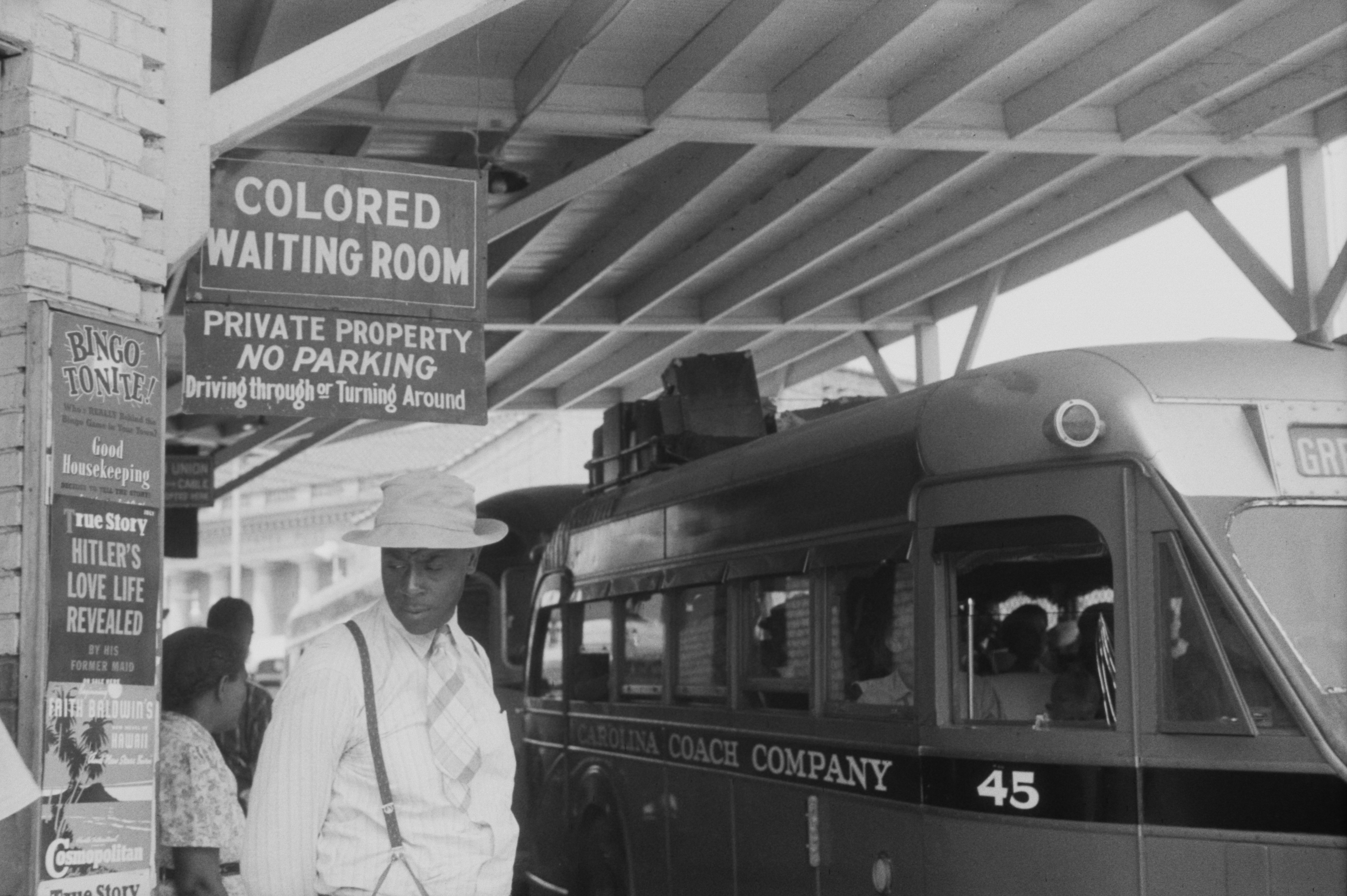
واجه دي بوا قانون جيم كرو للفصل بين البيض والسود لأول مرة حينما درس في جامعة فيسك في ولاية تينيسي.

اعتماداً علي الأموال التي تبرع بها جيرانه، درس دي بوا في جامعة فيسك، وهي كلية تاريخياً للسود في ناشفيل، تينيسي بين 1888 و1885. كانت أولى تجارب دي بوا مع العنصرية الجنوبية حين سافر وانتقل للعيش في الجنوب، فهي تضم قوانين جيم كرو للفصل بين البيض والسود، وفيها تعصب أعمى وحالات إعدام بدون محاكمة. بعد حصوله علي درجة بكالوريوس من جامعة فيسك، درس في جامعة هارفارد (التي لم تقبل بالمواد الدراسية المعتمدة من جامعة فيسك) بين 1888-1890، حيث تأثر بشدة بأستاذه ويليام جيمس وبدوره البارز في الفلسفة الأمريكية. اعتمد دي بوا خلال دراسته لمدة ثلاث سنوات في جامعة هارفارد علي العمل الصيفي والأموال التي ورثها والمنح الدراسية والقروض التي قدمها له أصدقائه لدفع رسوم الجامعة. في 1890 كرّمت هارفارد دي بوا إثر حصوله على البكالوريوس للمرة الثانية، وذلك في مجال التاريخ وبرتبة امتياز. 1891 حصل دي بوا علي منحة دراسية للالتحاق بالدراسات العليا في علم الاجتماع في جامعة هارفارد.
في عام 1892، تلقي دي بوا درجة الزمالة من صندوق جون سلاتر لتعليم العبيد المعتوقين لحضور جامعة برلين للعمل في الدراسات العليا. وبينما كان طالب برلين، سافر إلى جميع أنحاء أوروبا. عاش دي بوا في عصر المثقفين في العاصمة الألمانية، حينما كان يدرس في هذه البلدة مع بعض أبرز علماء الاجتماع ومن بينهم غوستاف]] فون سكموللير وأدولف فاغنر وهاينريش فون ترايتشكه[[. وبعد عودته من أوروبا أنهى دي بوا الدراسات العليا عام 1895 وكان أول أميركي من أصول إفريقية يحصل علي شهادة دكتوراه من جامعة هارفارد.

### ويلبرفورس وجامعة بنسلفانيا
في صيف 1893، تلقى دي بوا العديد من فرص العمل، تشمل فرصة عمل في معهد توسكيجي المرموق؛ ولكنه وافق على وظيفة التدريس في جامعة ويلبرفورس في ولاية أوهايو. تأثر دي بوا في ويلبرفورس بشدة بألكسندر كروميل، الذي يؤمن بأن الأفكار والأخلاق هم الأدوات اللازمة للتأثير في التغيير الاجتماعي. أثناء تواجده بويلبرفورس، تزوج دي بوا واحدة من طلابه، ديبو نيانا جومر، في 12 أيار عام 1896.
بعد قضاء عامين في ويلبرفورس، قبل دي بوا وظيفة لمدة عام من الأبحاث بجامعة بنسلفانيا كمُساعد في علم الاجتماع عام 1896. كان يقوم بالأبحاث الميدانية الاجتماعية في أحياء فيلادلفيا ذات التواجد الإفريقي، والتي شكلت الأساس في عمله الدراسي البارز. بعد عامين من التدريس نشرت جامعة أتلانتا له كتاب زنوج فلادلفيا الذي يعتبر الحالة الأولى في دراسة المجتمع الأسود.
عام 1897، بينما كان يحضر دي بوا أكاديمية للزنوج، رفض طلب فريدريك دوغلاس من الأميركان السود أن يندمجوا في المجتمع الأبيض. وكتب «نحن الزنوج، إرادة السلالة التاريخية الشاسعة التي نامت من فجر الخليقة، ولكنها نصف يقظة في غابات وطنه الإفريقية المُظلمة». في آب 1897 نشر دي بوا في مجلة أتلانتا الشهيرة «نضال الشعب الأسود»، ووجّه أول عمل له إلى عامة الشعب، حيث توسعت نظريته القائلة بوجوب احتضان الأميركان الأفارقة لتراثهم.

## جامعه أتلانتا

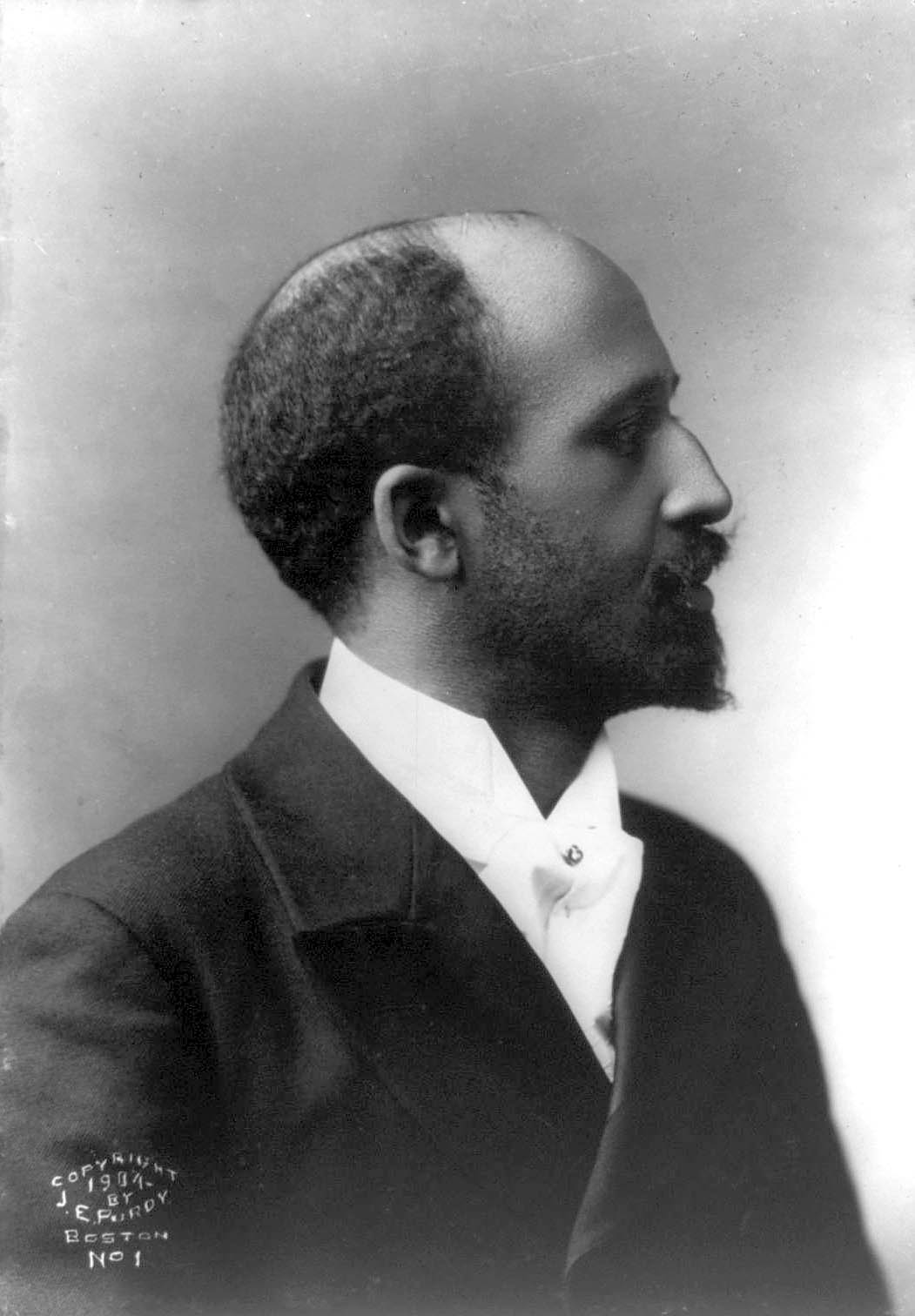
وليام بورغاردت دي بوا في عام 1904

في تموز 1897 غادر دي بوا فيلادلفيا ليصبح أستاذ التاريخ والاقتصاد في جامعة أتلانتا السوداء تاريخياً. كان أول إنجاز أكاديمي له هو نشر فلادلفيا الزنوج عام 1899، وهي دراسة اجتماعية مفصلة وشاملة للأفارقة الأميركان الذين يعيشون في فيلادلفيا، استناداً على العمل الميداني الذي قام به في 1896-1897. حقق عمله طفرة في المنح الدراسية، لأنها كانت أول دراسة اجتماعية علمية في الولايات المتحدة، وكذلك أول دراسة علمية من الأميركان الأفارقة. في هذه الدراسة استخدم دي بوا مصطلح «العشر المغمور» (لوصف الطبقة الدنيا الفقيرة بين السود) ومصطلح «العشر الموهوب» (لوصف طبقة النخبة في المجتمع الأسود) وهو المصطلح الذي رُوّج له عام 1903. عكست مصطلحات دي بوا رأيه في نخبة هذة الأمة، من البيض والسود، وكان الطرف النقدي في المجتمع المسؤول عن الثقافة والتقدم. رفض دي بوا في كتاباته في هذا العصر وصف الطبقة الدنيا بأوصاف مثل «كسول» أو «غير موثوق به»، بل (بخلاف علماء غيره) أرجع الكثير من مشكلات المجتمع إلى ويلات الرق.
كانت نتائج دي بوا في جامعة أتلانتا مذهلة، حيث على الرغم من الميزانية المحدودة إلا إنه أنتج العديد من الأبحاث في علم الاجتماع، كما استضاف مؤتمر أتلانتا السنوي لمشاكل الزنوج، وتلقى دي بوا منحة من الحكومة الأميركية لإعداد تقارير عن الطبقة العاملة وثقافة الأميركان الأفارقة. اعتبره طلابه معلماً بارعاً غير أنه متحفظ وصارم.

### بوكر تليفور واشنطن وتسوية أتلانتا

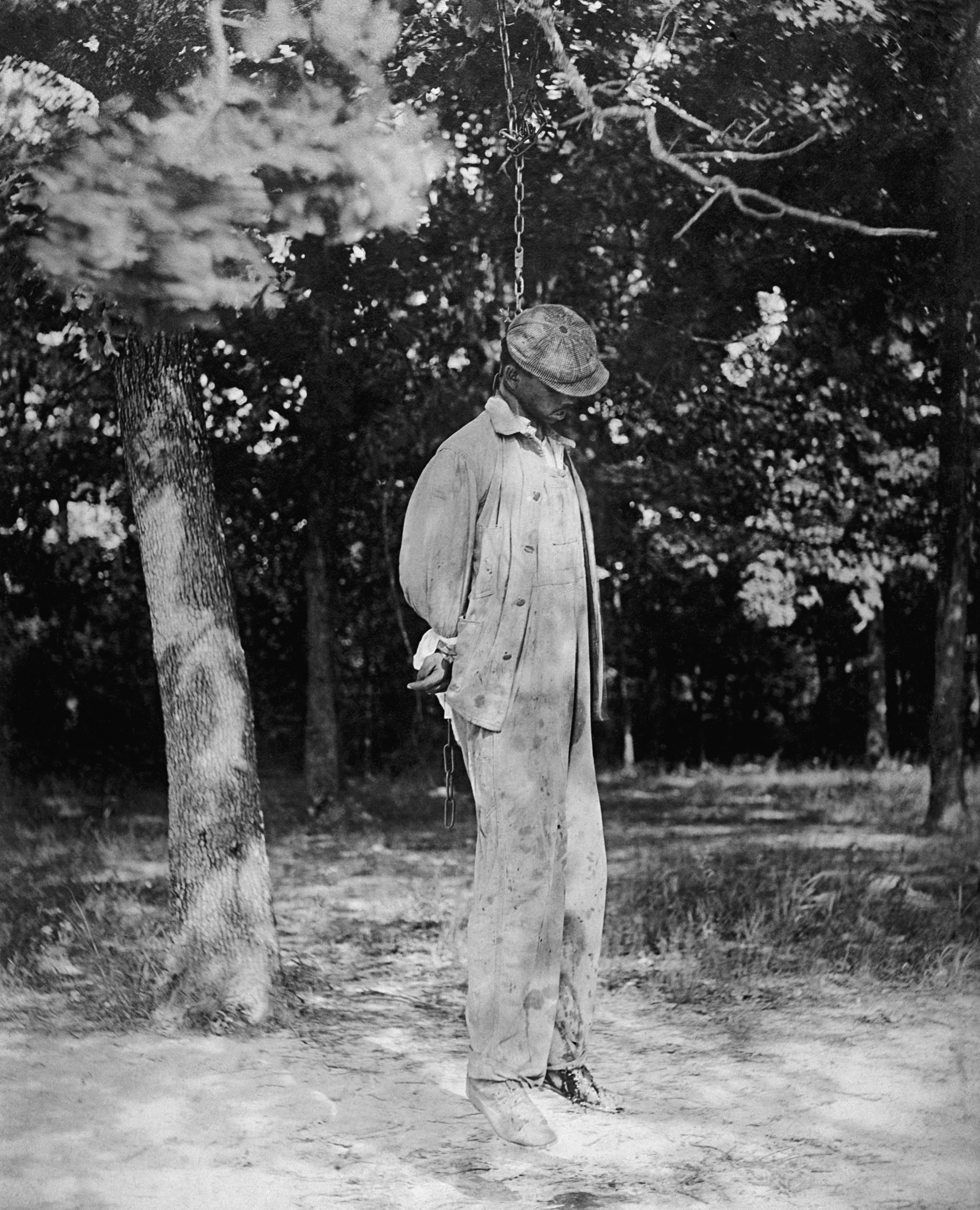
أحد الأميركان الأفارقة المقتول بإعدام دون محاكمة سنة 1925

خلال العقد الأول من القرن الجديد، برز دور دي بوا كمتحدث باسم سلالته (الأفرو-أميركنز)، وجاء بوكر تليفور واشنطن في المرتبة الثانية بعد دي بوا. كان بوكر ت. واشنطن مدير مؤسسة توسكيجي، وكان لها تأثير كبير في المجتمع الأميركي، وقد كان المدبر الحقيقي في تسوية أتلانتا، وهي اتفاقية غير مكتوبة عُقدت عام 1895 مع القادة الجنوبيين الذين استولوا علي الحكومة بعد فشل حكومة «إعادة الإعمار». نصّت هذة الاتفاقية علي أن السود الجنوبيين الذين يعانون من التمييز والتفرقة والحرمان من حقوق التصويت وعدم الانتماء إلى نقابة العمال، أن على البيض الجنوبيين السماح لهم بحقوق التعليم الأساسي وببعض الفرص الاقتصادية وبالعدالة في حدود النظام القانوني، وأن يستثمر بيض الشمال وشركات الجنوب في صندوق دعم تعليم السود.
رفض العديد من الأميركان الأفارقة أتفاقية بوكر واشنطن، ومن ضمنهم دي بوا وأرشيبالد غريم وكيلي ميلر وجيمس ويلدون جونسون وبول لورنس دنبار، والذين يمثلون الطبقة المثقفة من السود الذين لاحقاً أَطلق عليهم دي بوا مصطلح «العشر الموهوب». رأى دي بوا أنه ينبغي على الأميركان الأفارقة النضال من أجل المساواة في الحقوق بدلاً من أن يخضعوا بشكل سلبي للتفرقة وللتمييز في اتفاقية بوكر واشنطن («تسوية أتلانتا»).
كان إعدام سام هوس (Sam Hos) الذي طُبّق عليه بدون محاكمة بالقرب من أتلانتا عام 1899، هو الحدث الذي ألهم دي بوا المزيد من النضال. تعرض هاوس للتعذيب والحرق والإعدام من قبل حشد مكوّن من ألفي شخص أبيض وذلك حينما تحدث مع محرر صحيفة بالنظر من خلال تسوية أتلانتا لمناقشة حالات الإعدام بدون محاكمة. انصدم دي بوا بحادث هوس الذي حُرق في استعراض أمام العامة. كان الحادث بمثابة محفّز لدي بوا، فعزم علي أنه «لا يمكن أن يعيش مواطن حياة هادئة ومشاعره باردة، ويعيش المثقفون في عزلة، بينما يعاني الزنوج الإعدام والحرق والجوع». رأى دي بوا أن «العلاج لن يتم عن طريق مواجهة الناس بالحقيقة فقط، بل حثهم على العمل على الحقيقة».
في 1901، نشر دي بوا نقده لكتاب بوكر واشنطن الخروج من الرق، والذي اتسع نطاق نشره ونُشرت لجمهور أكبر (مثل مقالة «السيد بوكر تليفو واشنطن» وغيرها من مقالات جُمعت في كتاب «أرواح الشعب الأسود»). واحد من التناقضات الرئيسية بين الزعيمين كان منهجهم في التعليم: واشنطن كان يرى أن تقتصر مدارس الأميركان الأفارقة على تعليم مهني من مهارات الزراعة والميكانيكية، بينما رأى دي بوا أنه ينبغي على مدارس السود أن تقدم مناهج الأدب والفنون (تضم المناهج الكلاسيكية والفنون والعلوم الإنسانية)، وهذا لأن ساحة الفنون المتحررة في حاجة شديدة لتطوير نخبة من القيادات.

### حركة نياغرا

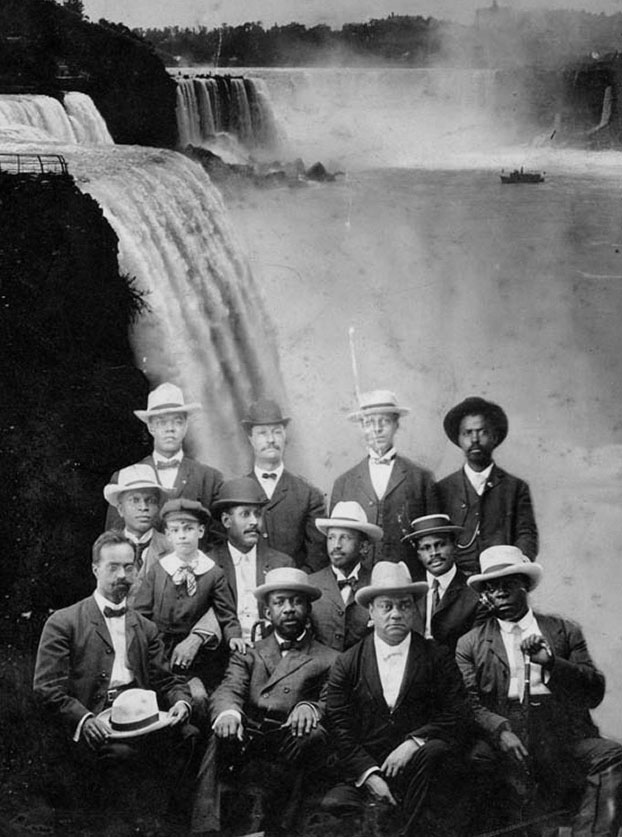
مؤسسو حركة نياغرا عام 1905. يجلس دي بوا في الصف الثاني ويرتدي قبعه بيضاء.

عام 1905، اجتمع دي بوا والعديد من النشطاء الحقوقيين من الأميركان الأفارقة (من بينهم فردريك ماكغي وجيسي ماكس باربر ووليام مونرو تروتر) في كندا بالقرب من شلالات نياغارا ، وكتبوا هناك بياناً لمبادئ معارضة تسوية أتلانتا، وأطلقوا عليها اسم «حركة نياغرا» عام 1906. أراد دو بويو وأعضاء «حركة نياغرا» نشر مبادئهم للأميركان-الأفارقة. ولكن معظم الصحف الدورية للسود كانت ملك ناشرين متعاطفين مع بوكر واشنطن، ولهذا اشترى دي بوا مكنة طباعة وبدأ بنشر صحيفة أسبوعية تحت عنوان القمر يتضح (Moon Illustrated) في كانون الأول 1905. كانت هذة أول صحيفة مصورة للأميركان الأفارقة، واستخدمها دي بوا لمهاجمة موقف خصمه بوكر واشنطن، ولكن استمرت هذه الصحيفة لمدة ثمانية أشهر فقط. وفي أسرع وقت قام دي بوا بتأسيس وتحرير صحيفة أخرى لينشر بها هجومه، صحيفة حدود اللون التي صدر عددها الأول عام 1907.
عقد أعضاء حركة نياعرا المؤتمر الثاني في آب 1906، احتفالاً بعيد ميلاد جون براون المائة، وذلك في ساحة «غارة براون» في هاربرز فيري. تحدث ريفيردي كاسيوس رانسوم وأوضح حقيقة الهدف الرئيسي وراء اتفاقية واشنطن وهو توفير فرص عمل للسود: «يوجد اليوم فئتان من السود تقفان على مفترق طرق... تقدم أحد المحامين بدعوي لتعرض مريض إلى الأهانة والإذلال... الفئة الأخرى تعتقد أنه لا ينبغي أن تخضع للإذلال والإهانة أو للبقاء في مكانة متدنية... لا يؤمنون بمقايضة القوة والشجاعة من أجل الربح».

### أرواح الشعب الأسود (كتاب)

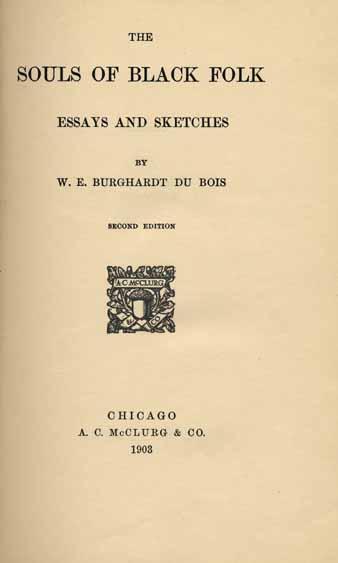
غلاف كتاب أرواح الشعب الأسود، الطبعة الثانية.

في محاولة لتصوير عبقرية وإنسانية الجنس الأسود، نشر دي بوا كتاب أرواح الشعب الأسود (وهو مجموعة من 14 مقال) عام 1903. كان تأثير هذا الكتاب على الأميركان الأفارقة، وفقاً لجيمس ويلدون جونسون، مشابهاً لتأثير كتاب كوخ العم توم. أعلن دي بوا في مقدمة الكتاب الشهيرة أن «مشكلة القرن العشرين هي مشكلة حد اللون». في بداية كل فصل وضع اقتباسان، واحدة من شعر البيض وواحدة من الحياة الروحية للسود، وذلك كدليل على المساواة الفكرية والثقافية بين ثقافة البيض والسود. كانت الفكرة الرئيسية للكتاب هي الوعي المزدوج الذي يواجه الأميركان الأفارقة: مكانتك كمواطن أميركي أسود تعتبر هوية فريدة من نوعها، وفقاً للويس، ففي الماضي كانت عائقاً ولكن في المستقبل يمكن أن تكون مصدر قوة: «من الآن فصاعداً يمكن تصور مصير الجنس الأسود كروّاد ليس للانصهار ولا للعزلة ولكن ليكونوا دائماً فخورين بالهوية المزدوجة».

### العنف العنصري

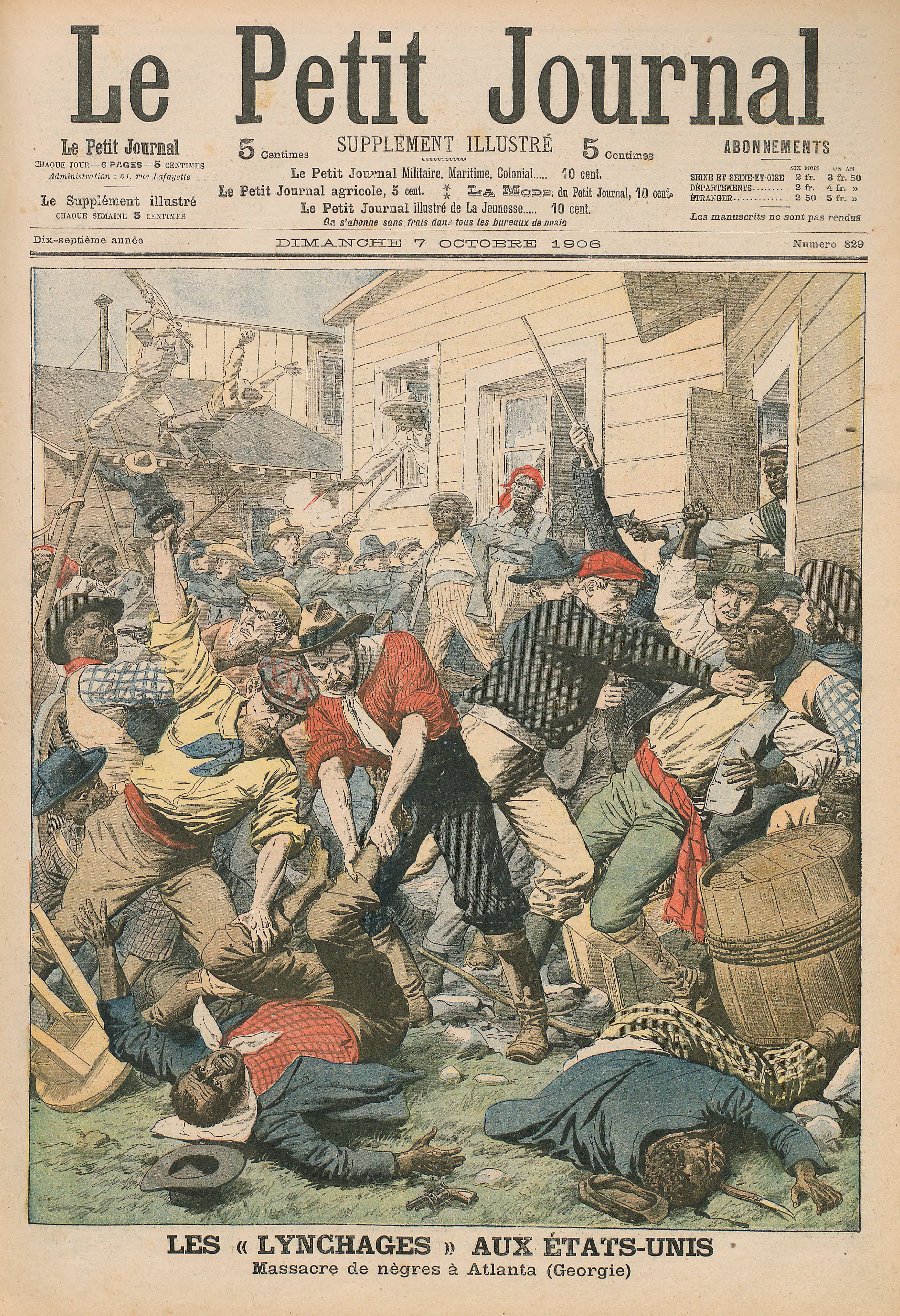
الصفحة الأولي بجريدة فرنسية نشرت في تشرين الأول 1906، صورة لاعتداء البيض على السود في أحداث الشغب التي وقعت في أتلانتا.

في خريف 1906، حدثت نكبتان صدمت الأميركان الأفارقة وساعدت دي بوا علي نضاله الحقوقي والتغلّب علي تسوية بوكر واشنطن. الأولى أن الرئيس تيدي روزفلت أقال 167 جندي من منصبهم لاتهامهم بأرتكاب جرائم في قضية براونزفيل. وقد خدم هؤلاء الجنود (الموقوفون) لمدة 20 عاماً وكانو قد اقتربوا من التقاعد. الحديث الثاني كان في أيلول، حيث نشبت أعمال شغب في أتلانتا واندفعت الادعاءات التي لا أساس لها من الصحة باتهام الرجال السود بالاعتداء علي النساء البيض، وتفاقمت هذة التوترات بين الأعراق التي نشأت نتيجة لنقص فرص العمل وأصحاب البزنس الذين يتلاعبون بالعمال السود ضد العمال البيض. اقتحم عشرة آلاف شخص من البيض مدينة أتلانتا، واعتدوا علي كل شخص أسود تمكنو من العثور عليه، مما أدى لموت أكثر من 25 أسود. عقب أحداث العنف تلك، 1906، حث دي بوا السود علي سحب دعمهم من الحزب الجمهوري، وذلك لأن ثيودور روزفلت وويليام هوارد تافت الجمهوريين لم يقفوا إلى جانب الضحايا السود. وكان معظم األأميركان الأفارقة موالين للحزب الجمهوري منذ عهد أبراهام لينكون.
كتب دي بوا مقالاً في أتلانتا جزم فيه أن أحداث الشغب أظهرت بوضوح مدى فشل تسوية أتلانتا، لأنها على الرغم من هدفها فشلت في تحقيق العدالة القانونية للسود. لم تعد تسوية أتلانتا فعالة، وفقاً للمؤرخ ديفيد لويس، لأن ملاك المزارع الأرستقراطيين البيض الذين وافقوا على التسوية في البداية تم استبدالهم برجال أعمال عدائيين حرضوا السود ضد البيض. كانت هاتان الحادثتان نقطة تحول في مجتمع الأميركان الأفارقة، وأدت لسقوط أتفاقية واشنطن المسمّاة «تسوية أتلانتا» وتصعيد نظرية دي بوا وهي المساواة في الحقوق.

### عمله الأكاديمي
بالإضافة لكتابة المقالات الافتتاحية، أستأنف دي بوا إنتاج الكتابات الأدبية في جامعة أتلانتا. عام 1909، وبعد خمس سنوات من العمل، تمكن دي بوا من نشر السيرة الذاتية لجون براون، والتي تحتوي على العديد من الحقائق ولكنها أيضاً تتضمن بعض الأخطاء. تم نقد العمل بقوة من قبل صحيفة ذا نيشن، التي كانت ملكاً لأوزوالد فيلارد، المؤلف الذي نافس دي بوا في كتابة السيرة الذاتية لجون براون. تجاهل الأدباء البيض عمل دي بوا بشكل كبير. ثم بعد نشر دي بوا لمقالة في صحيفة كولير يشير فيها إلى نهاية «سيادة البيض»، أصبح من الصعب بعد ذلك حصوله على موافقة من الصحف الكبرى ليكتب بها عموداً أو مقالاً، ورغم ذلك استمر في نشر وكتابة عمود بشكل منتظم في صحيفة الأفق (هورايزن).
كان دي بوا أول أميركي إفريقي يتلقى دعوة من المنظمة الأمريكية للتأريخ (American History Association, AHA) ليقدم نظريته في مؤتمر المنظمة السنوي. في كانون الأول 1959 ألقى دي بوا ورقته بعنوان «إعادة الإعمار وفوائده»، وأذهل جميع الحضور في مؤتمر المنظمة. كانت نظرية دي بوا ضد تيار المنظمة الأمريكية التاريخية، الذين رأوا أن إعادة الإعمار كانت كارثة بسبب كسل وفشل السود، وعلي العكس أكد دي بوا على الفائدة التي حققتها القيادة الأفروأميركية خلال فترة قصيرة وذلك عبر ثلاثة أهداف: الديمقراطية والمدارس المجانية العامة والقوانين الاجتماعية الجديدة، كما أكدت كلمات دي بوا على فشل الحكومة الفدرالية في إدارة وكالة فريدمان في تقسيم وتوزيع الأراضي، وإنشاء نظام تعليمي، وبهذا الفشل قُضي على توقعات وأمال الأمريكيين الأفارقة في الجنوب. عندما قدم دي بوا نظريتة مكتوبة لينشرها بعد بضعة أشهر في الصحيفة الرسمية لـAHA، طلب طباعة كلمة "negro" (أي زنجي) بحرف أول كبير: Negro. رفض المحرر فرانكلين جيمسون ونشر الصحيفة دون طباعة كلمة نيغرو كما طلب صاحب العمل، ثم تجاهل أعضاء المنظمة البيض كلمات دي بوا فيما بعد. تطورت كلمات دي بوا لاحقاً إلى عمله الأدبي عام 1935 حيث أصدار كتاب السود يعيدون الإعمار، وعرض فيه للنهج الذي اتبعه أهل الجنوب السود لإعادة الإعمار بعد هزيمة الحرب الأهلية الأميركية، كما سلط الضوء على النهج الأقتصادي للوصول إلي إعادة الإعمار. لم تدعُ المنظمة التاريخية الأمريكية AHA متحدثاً أميركياً إفريقياً مرة أخرى حتي عام 1940.

## العودة إلى أتلانتا
لم يكن دي بوا علي علاقة طيبة مع والتر فرانسيس وايت، رئيس الجمعية الوطنية لنحسين أوضاع الملونين NAACP منذ عام 1931. كانت تلك الصراعات والضغوط المالية الناتجة عن الأزمة الأقتصادية العظمى أدت للصراع على رئاسة صحيفة الأزمة. قلق دي بوا على خسارة منصبه كمحرر للجريدة، واستقال من الصحيفة وقبل بمنصب أكاديمي في جامعة أتلانتا في أوائل 1933. عام 1934 نما الخلاف مع الجمعية الوطنية لتحسين أوضاع الملونين NAACP عندما عكس دي بوا موقفه من التمييز، مشيراً إلى أنهم منفصلون ولكنهم متساوون، وكان هذا هدفاً مقبولاً للأميركان الأفارقة. ذُهل قادة NAACP وطلبوا من دي بوا سحب هذا التصريح، لكنة رفض. وأدى هذا الخلاف إلى استقالة دي بوا من NAACP تماماً.
بعد وصوله إلى وظيفته الجديدة كأستاذ في جامعة أتلانتا، كتب دي بوا سلسلة من المقالات الداعمة للماركسية في العموم. لم يكن دي بوا من المؤيدين والمناصرين لنقابات العمال أو للحزب الشيوعي، لكنه رأى أن تفسير ماركس العلمي للمجتمع والاقتصاد صالح لشرح وضع الأميركان الأفارقة في الولايات المتحدة، كما ضرب إلحاد ماركس على وتر حساس مع دي بوا، الذي انتقد بصورة روتينية كنائس السود لتبلّد حساسيتها من العنصرية. في كتابات دي بوا عام 1933، كان هناك تبنّي للاشتراكية، لكن مع تأكيد أنه «لا يوجد أساس مشترك بين العمال الملونين والعمال البيض»، وقد كان موقفاً مثيراً حيث كان له جذور لم تعجب دي بوا في نقابات العمال الأميركية، التي استبعدت العمال الأفارقة بشكل منتظم منذ عقود. لم يدعم دي بوا الحزب الشيوعي الأميركي ولم يصوت لمرشحه في الانتخابات الرئاسية عام 1923، رغم وضعه كأميركي إفريقي على البطاقة الأنتخابية (رمز يدل على دعمة للأمريكان الأفارقة).

### السود يعيدوا التشييد في أمريكا" كتاب
عندما عاد دي بوا إلي الوسط الأكاديمي، كان دي بوا قادر على أستئناف دراسته في إعادة التشييد، وهو موضوع الورقة 1910 التي قدمها إلى الجمعية التاريخية الأمريكية. في عام 1935 نشر إبداعه، كتاب «السود يعيدوا التشييد في أمريكا». عرض في المقدمة، حسب كلمات المؤرخ ديفيد ليفيرينج لويس، أن «أعتراف السود المفاجأ بأن المواطنة في بيئة من العداء الوحشي، برزت الإرادة الرائعة والذكاء بالأضافة إلى انها برزت الكسل والجمود والجهل المتأصل منذ ثلاثة قرون من العبودية». وثق دي بوا كيف لعبت شخصيات من السود دور محوري في الحرب الأهلية الأمريكية وفي إعادة التشييد، كما أظهرت أيضاً كيفية إتمام تحالفات مع السياسيين البيض. قدم دي بوا أدلة تثبت أن الحكومة الأتلافية التي أنشئت التعليم العام في الجنوب، وكذلك أنشئت العديد من برامج الخدمات الاجتماعية اللازمة. شرح الكتاب الطرق التي تحرر بها السود من العبودية والعتق - جوهر إعادة التشييد - روج لإعادة هيكلة جذرية للمجتمع في الولايات المتحدة، وكذلك كيف ولماذا فشلت البلاد في مواصلة تقديم الدعم للسود ليحصلو علي حقوقهم المدنية في أعقاب إعادة التشييد.
تتعارض رسالة الكتاب مع التفسير الأرثوذكسي لمفهوم إعادة التشييد التي أحتفظ بها المؤرخيين البيض، تجاهل المؤرخيين من التيار السائد هذا الكتاب حتى عام 1960. بعد ذلك، برغم من أشتعال الأتجاة «التنقيحي» (هو شكل معدل ومنقح للماركسية وتختلف عن المركسية التقليدية في أنها تعتقد أن الأنتقال من الرأسمالية إلى الأشتراكية لا يحتاج إلى أستعمال العنف) في علم التأرخ لإعادة التشييد، والتي شجعت السود على البحث عن الحرية والتغييرات الجذرية في تلك الحقبة السياسية. مع حلول القرن الحادي والعشرين، كان السود الذين أعادو التشييد يدركون على نطاق واسع «النص التأسيسي للتنقيحية الأمريكية الأفريقية في علم التأرخ».
في عام 1932، تم أختيار دي بوا من قبل العديد من المؤسسات الخيرية - بما في ذلك صندوق فيلبس ستوكس ومؤسسة كارنغي في نيويورك ومجلس التعليم العام - ليتولى منصب مدير التحرير للموسوعة المقترحة الخاصة بشؤن الزنوج، وقد عمل وأهتم بهذا العمل لمدة 30 عاماً. بعد عدة سنوات من التخطيط والتنظيم، ألغت المؤسسات الخيرية المشروع في عام 1938, بسبب أعتقد بعض أعضاء المجلس أن دي بوا منحاز للغاية لكي يقدم موسوعة هادفة.

### رحلة حول العالم
في عام 1936 قام دي بوا برحلة حول العالم، شملت هذة الرحلة زيارات إلى ألمانيا النازية والصين واليابان. وفي أثناء رحلتة في ألمانيا، علق دي بوا علي معاملتة بحرارة وأحترام،  ولكن عند عودتة إلى الولايات المتحدة أعرب عن أزدواجية وتناقض النظام النازي. كما أعرب عن أعجابة بتحسين النازية للأقتصاد الألماني، لكنه شعر بالفزع بسبب معاملة النازية للأمة اليهودية، والتي وصفها بأنها «هجوم على الحضارة، والتي يمكن مقارنتها فقط بأهوال محاكم التفتيش الإسبانية وتجارة العبيد الأفارقة».
عقب أنتصار اليابان في الحرب الروسية اليابانية في عام 1905، أصبح دي بوا معجباً جداً بتزايد قوة الإمبراطورية اليابان. كما رأى أن انتصار اليابان علي الإمبراطورية الروسية مثال علي أمكانية انتصار الشعوب الملونة على الشعوب البيضاء. سافر ممثل اليابان عن «عمليات الدعايا للزنوج» إلى الولايات المتحدة (وهي محاولة لتفاقم التوترات العرقية في الولايات المتحدة،  خططت اليابان لهذة العمليات ورتبتها في ثلاثة خطوات،  الأولي جمع معلومات عن نضال الزنوج في الولايات المتحدة، والثانية أستخدما سجناء الحرب السود في الدعايا، أما الخطوة الثالثة والأهم أستخدم البث الأذاعي \الراديو علي الموجة القصيرة،  ومن خلالها التركيز علي أذاعة الأحداث الجديدة التي تنطوي تحت مسمي العنصرية وبث الدعايا للتوترات العرقية في الولايات المتحدة.) مابين عام 1920 وعام 1930، حيث أجتمع مع دي بوا وكشف عن أنطباع الأمبراطورية اليابانية القاطعة للسياسات العنصرية. في عام 1936، رتب السفير اليباني لدي بوا ومجموعة صغيرة من الأكادميين رحلة إلى اليابان.

### الحرب العالمية الثانية
عارض دي بوا تدخل الولايات المتحدة في الحرب العالمية الثانية، لأنة يعتقد أن قوة الصين واليابان نشأت من قبضة وسيطرة أمبريالية البيض (الشعوب البيضاء)، كما رأى أن شن الحرب ضد اليابان بمثابة فرصة للبيض لأعادة نفوذهم في آسيا. كانت خطة الحكومة للأمريكان الأفارقة في الجيش كارثة كبيرة لدي بوا: تقتصر نسبة السود على 5.8 في المائة من الجيش، حددت الحكومة هذة النسبة لكي لا يكون هناك وحدات قتالة من الأمريكان الأفارقة - تقريبا القيود نفسها كما حدث في الحرب العالمية الأولى. هدد السود بتحويل دعمهم لخضم الرئيس فرانكلين روزفلت في الأنتخابات في عام 1940, لذلك عين روزفلت عدد قليل من السود في المناصب القيادية في الجيش. نشرت «داسك اوف داون»، السيرة الذاتية الثانية لدي بوا عام 1940. يشير العنوان إلى أمال دي بوا في مرور الأمريكان الأفارقة من ظلمات العنصرية إلى عصر بية مزيد من المساواة. كان هذا العمل مقسم إلىجزء لليرة الذاتية، وجزء للتاريخ، وجزء للرسالة الاجتماعية. وصف دي بوا هذا الكتاب «السيرة الذاتية لمفهوم العرق... توضيح وتضخيم وتشوية مما لا شك فية في أفكاري وأفعالي... وهكذا في كل الأوقات حياتي مهمة لحياة كل الرجل».

## أنظر أيضا
- سو بيلي ثورمان

## روابط خارجية
- دي بوا على موقع IMDb (الإنجليزية)
- دي بوا على موقع الموسوعة البريطانية (الإنجليزية)
- دي بوا على موقع مونزينجر (الألمانية)
- دي بوا على موقع ميوزك برينز (الإنجليزية)
- دي بوا على موقع قاعدة بيانات برودواي على الإنترنت (الإنجليزية)
- دي بوا على موقع إن إن دي بي (الإنجليزية)
- دي بوا على موقع ديسكوغز (الإنجليزية)
- دي بوا على موقع قاعدة بيانات الفيلم (الإنجليزية)